# When You Told Me You Loved Me
«When You Told Me You Loved Me» (укр. «Коли ти говорив, що любиш мене») — американська пісня, написана Вальтером Афанасьєфим та Біллі Манном у 2000 році. Настуаного року композиція увійшла в другий альбом Irresistible, а ще через рік в третій сингл Джессіки Сімпсон.